# (35571) 1998 HV6
1998 HV6 (asteroide 35571) é um asteroide da cintura principal. Possui uma excentricidade de 0.15365560 e uma inclinação de 5.48253º.
Este asteroide foi descoberto no dia 21 de abril de 1998 por Michel Bœuf em Les Tardieux.